# Athyrma cunesema
Athyrma cunesema är en fjärilsart som beskrevs av George Francis Hampson 1926. Athyrma cunesema ingår i släktet Athyrma och familjen nattflyn. Inga underarter finns listade i Catalogue of Life.